# Pheroliodes dentatus
Pheroliodes dentatus är en kvalsterart som först beskrevs av Hammer 1961.  Pheroliodes dentatus ingår i släktet Pheroliodes och familjen Pheroliodidae. Inga underarter finns listade i Catalogue of Life.